# Lusthof der lekenmuziek
Lusthof der lekenmuziek was een maandblad waarin bladmuziek werd gepubliceerd voor musiceren in de huiselijke kring. Het blad kende slechts twee jaargangen, dat van 1949 en 1950.
Het tijdschrift stond onder redactie van Jop Pollmann, Piet Tiggers, Dien Kes en Marie Veldhuyzen. Het werd uitgegeven door uitgeverij De Toorts in Heemstede.
Het voorwoord van de eerste uitgave meldt:
"Een gezond muziekleven kan niet bestaan zonder het actieve musiceren van talloze kleine groepen uit de brede lagen van ons volk, op een wijze, die muzikaal waardevol is."
Het doel was op de eerste plaats om de jeugd tot musiceren te brengen, zowel spelen als zingen. Er was bladmuziek opgenomen van onder meer Melchior, Franck, Boismortier, Haydn, Monteverdi en Non Papa.
In totaal verschenen er 24 boekjes, met bladmuziek voor zangstemmen en instrumenten, die in kleur waren geïllustreerd. Een recensie in Het Parool in 1949 beoordeelde het als een 'voortreffelijk maandblad' en als 'uitnemende boekjes'.